# Autarki
Autarki (av grek. autarkeia, "att vara sig själv nog") åsyftar en ekonomisk doktrin, då en nation anses kunna sörja för sina egna behov och i största möjliga utsträckning också bör göra det.
Autarkin har under 1900-talet haft inflytande i ett flertal fascistiska och kommunistiska stater, bland annat Portugal och Albanien. Nazitysklands politik var i hög utsträckning baserad på autarki, i synnerhet ideologiskt, medan omfattande affärer med utlandet gjordes till andra världskrigets utbrott och med Sovjetunionen fram till 1941. Francos regim i Spanien var inledningsvis baserad på självförsörjning, till 1950-talets slut då man sökte utländska investeringar i syfte att industrialisera landet. Nordkoreas statsideologi Juche bygger på självförsörjning, varmed handeln begränsats till ett minimum i syfte att undvika utbyte med marknadsekonomiska stater. Samtidigt är landet i hög grad beroende av utländskt bistånd.
Även länder som vill öka sin självförsörjningsgrad, och för den sakens skull har tagit hjälp av protektionistiska åtgärder, beskrivs ibland också som autarkistiska. Det som då i regel händer är att landet utsätts för stor internationell press från finanskapitalet och omvärlden i stort om att återgå till en mer frihandelsvänlig linje.